# Vesicularia mayumbensis
Vesicularia mayumbensis är en bladmossart som beskrevs av Brotherus 1908. Vesicularia mayumbensis ingår i släktet Vesicularia och familjen Hypnaceae. Inga underarter finns listade i Catalogue of Life.